# Яструбна (Житомирський район)
Я́струбна — село в Україні, у Житомирському районі Житомирської області. Входить до складу Брусилівської селищної громади. Населення становить 47 осіб.

## Історія
Вперше згадане 1611 року. Селом володіли Бутовичі (до 1655) та Харленські (до 1694). Впродовж 1694—1704 років перебувало під контролем Семена Палія. Згодом селом знову володіли Харленські.
У липні 1768 року в селі побували козаки Івана Бондаренка.
З 1843 року перебувало у власності Жмієвських. З 1872 по 1900 роки село належало Марії Делавос, а до 1917 року — Наталії Ольховській.
1900 року у власницькому селі було 34 двори, мешкало 444 особи, працював млин, дві кузні та крамниця.
У 1923—54 роках — адміністративний центр колишньої Яструбнянської сільської ради Брусилівського району.

## Відомі люди
- Позняк Андрій Микитович (нар. 1913 — †1984) — повний кавалер ордена Слави.